# Icteranthidium grohmanni
Icteranthidium grohmanni är en biart som först beskrevs av Maximilian Spinola 1838.  Icteranthidium grohmanni ingår i släktet Icteranthidium och familjen buksamlarbin. Inga underarter finns listade i Catalogue of Life.